# Gemini News
 (mai 2017).
Si vous disposez d'ouvrages ou d'articles de référence ou si vous connaissez des sites web de qualité traitant du thème abordé ici, merci de compléter l'article en donnant les références utiles à sa vérifiabilité et en les liant à la section « Notes et références ».
Gemini News est une chaîne de d'info 24h/24 sur Sun Network of India. 

## Histoire
Bien que la chaîne ait été lancée en mai 2004 avec beaucoup de publicité, elle n'a pas réussi à attirer les téléspectateurs. Les critiques ont blâmé de mauvaises normes techniques pour le manque de popularité de la chaîne.  
Sun Network avait prévu de réorganiser le service. Ils ont nommé Satish Babu (qui a aidé à améliorer les notes des bulletins d'information de MAA TV) comme nouveau chef de la chaîne pour une courte période. La chaîne Gemini News continua avec succès dans les médias AP en raison de Gemini TV.  
La chaîne ferme le 1er février 2019. 